# Рошешуар-Мортемар, Жан-Батист-Виктор де
Жан-Батист-Виктор де Рошешуар (фр. Jean-Baptiste-Victor de Rochechouart; 30 октября 1712, Париж — 30 июля 1771, там же), герцог де Мортемар, пэр Франции — французский аристократ.

## Биография
Сын Жана-Батиста де Рошешуара, герцога де Мортемара, и Мари-Мадлен Кольбер, дамы де Бленвиль.
Принц де Тонне-Шарант, маркиз д'Эверли, барон де Бре-сюр-Сен, и прочее.
Первоначально именовался шевалье де Рошешуаром и с рождения предназначался для вступления в Мальтийский орден. После смерти старшего брата стал титуловаться маркизом де Бленвилем.
В 1729 году вступил в мушкетеры. 15 апреля 1730 получил роту в кавалерийском полку Сен-Симона. В составе этого полка участвовал в осаде Келя (1733). В том же году, женившись, принял титул графа де Мортемара. 10 марта 1734 получил полк Дофине, которым командовал в составе Рейнской армии в 1735 году.
21 февраля 1740 сложил командование полком Дофине и стал полковником Наваррского полка, которым командовал при взятии Праги (1741), в битве при Сахаи и при отступлении из Праги (1742).
Бригадир (20.02.1743), 1 апреля направлен в Рейнскую армию, командовал Наваррской бригадой в битве при Деттингене (1743), при осадах Менена, Ипра, Фюрна и Фрайбурга (1744). В январе 1745 году покинул военную службу и свой полк.
В ноябре 1753 отец отказался в его пользу от герцогства и пэрии, и Жан-Батист-Виктор принял куртуазный титул герцога де Рошешуара. Принес присягу в парламенте 17 апреля 1755; после смерти своего отца 16 января 1757 принял титул герцога де Мортемара.

## Семья
1-я жена (10.02.1733): Элеонора-Габриель-Франсуаза де Крю (ум. 2.10.1742), дочь Армана-Габриеля де Крю, маркиза де Монтагю, и Анжелики-Дамарисы-Элеоноры Тюрпен де Крисс
Дети:
- Виктор-Габриель (р. 21.05.1734, ум. юным)
- два сына, ум. детьми
- Огюстен-Франсуа (06.1741—31.10.1755), граф де Вилле

2-я жена (13.01.1749): маркиза Мари-Тереза-Софи де Рувруа (ум. 21.02.1750), дочь графа Жана-Огюста де Рувруа, кампмейстера драгунского полка, и Мари-Анн Массон. Брак бездетный
3-я жена (1.05.1751): Шарлотта-Натали де Манвиль (р. 5.11.1728), дочь маркиза Анри-Жозефа де Манвиля, губернатора Дьепа, и Амабли-Франсуазы-Шарлотты Аслен де Френель
Дети:
- Виктюрньен-Жан-Батист-Мари (8.02.1752—4.07.1812), герцог де Мортемар
- Виктюрньен-Бонавантюр-Виктор (38.10.1753—16.01.1823), маркиз де Мортемар. Жена (1779): Аделаида-Мари-Селеста де Нагю (1762—1853), дочь маркиза Шарля-Габриеля де Нагю и Аделаиды-Луизы дю Амель де Мельмон
- Виктюрньен-Элеонор-Элизабет (р. 1.02.1755), граф де Мортемар
- Виктюрньен-Анри-Эльзеар (11.07.1756—17.03.1783), виконт де Мортемар, капитан корабля. Был холост
- Виктюрньенна-Дельфина-Натали (25.01.1759—25.12.1828). Муж (7.01.1777): маркиз Бонабе-Жан-Катрин-Алексис де Руже